# Петер Шраєр (диригент)
Петер Шраєр (нім. Peter Schreier; 29 липня 1935, під Мейсеном — 25 грудня 2019, Дрезден) — німецький співак (тенор) і диригент

## Життєпис
У 1945—1954 роках співав у хорі Dresdner Kreuzchor. У 1956—1959 роках вивчав музику в Лейпцигу та Дрездені. Офіційний оперний дебют співака відбувся в 1959 р в ролі Першого ув'язненого в «Фіделіо». З 1961 року Шрайер співав у Дрезденської державній опері, з 1963 року — у Берлінській Державній опері. Виступав у Відні та Лондоні (з 1967 року), Нью-Йорку (з 1967 року) Мілані (1968 року) і Буенос-Айресі (з 1969 року). Брав участь у Зальцбурзькому і Байройтському фестивалях. Часто гастролював у країнах соціалістичного табору, в тому числі в СРСР.
Петер Шраєр виконував духовну музику (наприклад, був чудовим Євангелістом в «Страстях» Баха), пісенний репертуар. Виступав в операх Моцарта («Так чинять усі», «Викрадення із Сераля», «Чарівна флейта»), Бетховена («Фіделіо»), Вебера («Чарівний стрілець»), Вагнера («Золото Рейну»), Пфицнера («Палестрина»).
Диригентський дебют Шраєра відбувся в 1970 році. Він працював з Берлінським філармонічним, Гамбурзьким симфонічним оркестрами. Основну частину його репертуару складає духовна музика.

## Звання і нагороди
Лауреат Національної премії Німецької Демократичної Республіки (1972, 1986), Премії Роберта Шумана (1969), Музичної премії Ернста фон Сіменса (1988), Премії європейської церковної музики і т. д. У 1986 році став почесним членом Товариства друзів музики у Відні, в 1989 році — членом Королівської Шведської Академії Мистецтв.